# 朴淳彩
朴 淳彩（パク・スンチェ、Park Soon Chai、1985年8月20日 - ）は、大韓民国出身のラグビー選手。

## プロフィール
- ポジションはロック。
- 身長 187cm、体重 110kg
- 韓国代表に選ばれたことがある[3]。

## 生涯
仁川機械工業高校を経て、2004年から2008年まで慶熙大学で活動。2008年から2011年までポスコに所属。2012年4月にサントリーサンゴリアスに加入。
2013年8月30日に行われたジャパンラグビートップリーグ第2節のNTTコミュニケーションズシャイニングアークス戦にて途中出場で日本での公式戦初出場を果たす。
2014年4月にNTTドコモレッドハリケーンズに移籍